# آلتای (سرزمین آلتای)
آلتای (به لاتین: Altay) یک منطقهٔ مسکونی در روسیه است که در سرزمین آلتای واقع شده‌است.